# Oskar Rebling
Oskar Rebling (* 10. November 1890 in Langensalza; † 1980) war ein deutscher Organist, Kirchenmusikhistoriker und Hochschullehrer.

## Leben und Werk
Oskar Rebling stammte aus der preußischen Provinz Sachsen. Nach dem Schulbesuch schlug er eine Lehrerausbildung ein. In Halle (Saale) wirkte er von 1921 bis 1956 als Studienrat und unterrichtete Orgelmusik an der Hochschule für Kirchenmusik. In dieser Zeit betätigte er sich ab 1915 auch als Organist an der Marktkirche in Halle und beschäftigte sich intensiv mit der Geschichte der Orgelmusik. 1937 wurde er zum Kirchenmusikdirektor ernannt. 1946 wurde er Honorarprofessor an der Martin-Luther-Universität Halle-Wittenberg. Er war u. a. an der Erarbeitung des Riemann Musiklexikons in Halle beteiligt und verfasste die Reihe Kleine Beiträge zur Musikgeschichte der Stadt Halle. 1971 legte er die Funktion des Organisten der Marktkirche im Alter von 81 Jahren nieder, nachdem er auf über 1000 von ihm veranstaltete Orgelfeierstunden zurückblicken konnte.
Rebling ist u. a. bekannt für folgenden Ausspruch zur Marktkirche in Halle: Eine Kirche, in der Luther dreimal predigte, Georg Friedrich Händel getauft wurde und deren große Orgel Johann Sebastian Bach eingeweiht hat, finden Sie auf der ganzen Welt nicht wieder.